# لافام (آریزونا)
لافام (به انگلیسی: Lapham) یک منطقهٔ مسکونی در ایالات متحده آمریکا است که در آریزونا واقع شده‌است. لافام ۱٬۶۰۱ متر بالاتر از سطح دریا واقع شده‌است.